# Aluprof
Aluprof SA – spółka powołana w 2006 r. przez Grupę Kapitałową Kęty, którą utworzono na bazie dwóch już istniejących spółek zależnych:
- Aluprof sp. z o.o. z siedzibą w Bielsku-Białej (polska spółka założona w 1997 przez Tadeusza Selzera (w latach 2005, 2006, 2007 na liście 100 najbogatszych Polaków według „Wprost”), de facto przejmując część profilu działalności przedsiębiorstwa Selt, będącego dostawcą systemów zewnętrznych rolet aluminiowych oraz rolowanych bram garażowych i przemysłowych oraz krat zwijanych; w latach 2001–2007 pięciokrotnie umieszczony w rankingu „Gazeli Biznesu”[1]);
- Zakłady Elementów Wyposażenia Budownictwa Metalplast-Bielsko SA w Bielsku-Białej, zajmujący się produkcją kompleksowych, aluminiowych systemów budowlanych.

Przedsiębiorstwo posiada także zagraniczne spółki zależne oraz przedstawicielstwa funkcjonujące pod tym samym szyldem.